# I. Heti (kormányzó)
Heti (ẖtỉỉ) ókori egyiptomi nomoszkormányzó volt; a felső-egyiptomi 13. nomosz (Felső Szikomor nomosz) kormányzója a X. dinasztia idején (i. e. 21. század, első átmeneti kor). Más helyi kormányzókhoz hasonlóan ő is a helyi istenség, Upuaut papja volt. Valószínű, hogy ő volt a hérakleopoliszi korra datálható, egymással rokonságban álló három nomoszkormányzó közül az első; fia, Tefibi, majd unokája, II. Heti követte a kormányzói székben.

## Élete
Aszjúti kormányzók hosszú sorából származott, családja régóta hűséges volt a hérakleopoliszi székhelyű X. dinasztiához. Heti a király fiaival nőtt fel, mielőtt az uralkodó kinevezte volna a nomosz élére. A király a gyászolókhoz is csatlakozott Heti nagyapja halálakor.
Heti békés időszakban kormányozta nomoszát. Ismert, hogy több új öntözőcsatorna építését is elrendelte, és kötelezővé tette a már meglévők karbantartását, ezzel bővítette a művelhető föld területét. Mikor egy különösen szegényes áradás miatt éhínség következett be, Heti gabonával látta el nomosza népét, bár a szomszédos, szintén érintett nomoszok lakói elől lezárta nomosza határait, és megtagadta tőlük a segítséget. Bár nyugodt időszakban volt hatalmon, harcosként dicsőítette magát és elrendelte egy helyi védelmi milícia szervezését.
Halála után az aszjúti V. sírba temették, pozícióját fia, Tefibi örökölte, aki valószínűleg Uahkaré Heti és Merikaré uralkodása alatt élt.

## Fordítás
- Ez a szócikk részben vagy egészben  a   Khety I (nomarch) című angol Wikipédia-szócikk ezen változatának fordításán alapul.  Az eredeti cikk szerkesztőit annak laptörténete sorolja fel. Ez a jelzés csupán a megfogalmazás eredetét és a szerzői jogokat jelzi, nem szolgál a cikkben szereplő információk forrásmegjelöléseként.